# کنتا موروئه
کنتا موروئه (ژاپنی: 諸江 健太؛ زادهٔ ۲۷ مهٔ ۱۹۸۵) یک بازیکن فوتبال اهل ژاپن است.
از باشگاه‌هایی که در آن بازی کرده‌است می‌توان به باشگاه فوتبال ناگویا گرامپوس اشاره کرد.